# Nemesbikk
Nemesbikk là một thị trấn thuộc hạt Borsod-Abaúj-Zemplén, Hungary. Thị trấn này có diện tích 24,1 km², dân số năm 2010 là 1027 người, mật độ 43 người/km².